# Domaine de Kishū

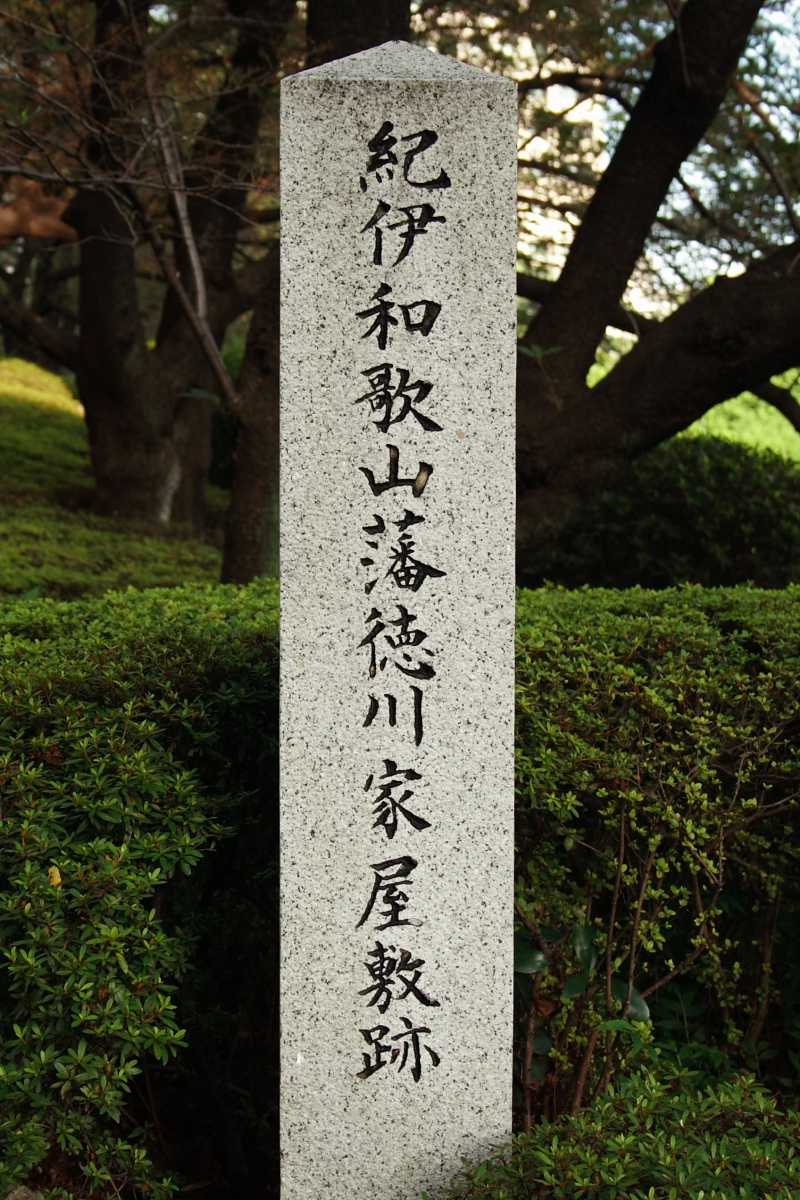
Balise marquant l'emplacement d'une résidence du clan Tokugawa Kishu.

Le domaine de Kishū (紀州藩, Kishū-han) est un domaine féodal japonais de la période Edo qui existe de 1586 à 1869. Le domaine est également connu sous les noms domaine de Kii (紀伊藩) ou domaine de Wakayama (和歌山藩).
Il est situé dans la province de Kii (de nos jours préfecture de Wakayama et sud de la préfecture de Mie), avec un revenu de 555 000 koku.

## Histoire
Les daimyōs de Kishū proviennent d'abord de la famille Kuwayama (桑山) et le domaine ne vaut alors que 20 000 koku. Après la bataille de Sekigahara, le domaine passe en 1601 aux mains du clan Asano (浅野) et ses revenus sont considérablement augmentés à 376 000 koku.
En 1619, le domaine revient finalement à Tokugawa Yorinobu, dixième fils du shogun Tokugawa Ieyasu et originellement daimyo du domaine de Sunpu dans la province de Suruga. Sa lignée fait ainsi partie du clan Kishū-Tokugawa, une des trois lignées latérales des Tokugawa qui forment le gosanke. En tant que parents du shogun, les Kishū-Tokugawa sont au plus haut rang parmi les shimpan daimyo. Yoshimune, le cinquième dans la lignée, est adopté par la famille principale en 1716 et devient shogun parce que la lignée principale ne peut fournir d'héritier. Le nouveau daimyo est alors Matsudaira Yoriyoshi (松平 頼致), qui vient du domaine de Saijō dans la province d'Iyo et prend désormais le nom de Tokugawa Munenao.
Comme la nouvelle souche de la lignée des Tokugawa s'éteint avec Tokugawa Iesada, qui meurt sans héritier, il est de nouveau fait appel à un membre de la lignée Kishū en 1849, Tokugawa Yoshitomi, qui prend le nom de Iemochi.

## Liste des daimyos
- Clan Kuwayama 
  1. Kuwayama Shigeharu (桑山 重晴) 1586-1596
  2. Kuwayama Kazuharu (桑山 一晴) 1596-1601

- Clan Asano
  1. Asano Yoshinaga (浅野 幸長) 1600-1613
  2. Asano Nagaakira (浅野 長晟) 1613-1619

- Clan Kishu-Tokugawa (shinpan daimyo)

1. Tokugawa Yorinobu, fondateur
2. Tokugawa Mitsusada
3. Tokugawa Tsunanori
4. Tokugawa Yorimoto
5. Tokugawa Yoshimune, futur shogun
6. Tokugawa Munenao
7. Tokugawa Munemasa
8. Tokugawa Shigenori
9. Tokugawa Harusada
10. Tokugawa Harutomi
11. Tokugawa Nariyuki
12. Tokugawa Narikatsu
13. Tokugawa Yoshitomi, futur shogun sous le nom de Tokugawa Iemochi
14. Tokugawa Mochitsugu